# 尼爾斯·德辛
尼爾斯·德辛（Niels Desein；1987年6月9日—），出生于根特，是一位比利時男子網球運動員。他于2004年转为职业球手。在2005年5月，他曾經創下世界少年男子網球選手排名第四位的記錄。